# SMusK
SMusK, egentligen 1:a kongliga SkalärMusikKåren och baletten Skaletten, även förkortat Skalärmusiken är en studentorkester vid Kungliga tekniska högskolan (KTH) i Stockholm.
SMusK bildades 1962 av elektroteknologerna Mats Öhman, Hans Biverot och Leif Pehrson. Den ursprungliga sättningen var trumma, dragspel samt en trumma till(!), men så småningom utvidgades orkestern till att innefatta diverse godtyckliga blåsinstrument samt banjo. Även andra instrument, som elbas och piano, har kortvarigt förekommit, men är numera bannlysta, såsom varande icke förenliga med orkesterns inriktning och uttalat akustiska image. Orkesterns karaktär var till en början, såsom namnet antyder, ganska marschinriktad, men under inflytande av arrangörer som Jan "Pontan" Pontéus och Hans Jacob Nilsen blev repertoaren så småningom mer jazzig, med betoning på 1920-talets stompigare jazz. Från slutet av 80-talet och framåt har det musikaliska fokuset flyttats fram både ett och två decennier, arrangemangen har blivit tätare, basgångarna mera 4-4-betonade och odämpade splash-cymbaler är inte längre tabu.
Jämfört med andra studentorkestrar framstår SMusK mer och mer som ensamma om att söka spela hårdsvängande, oelektrifierad jazz. På ett sätt som få "seriösa" uttolkare av gammal jazz skulle anamma försöker SMusK inte nödvändigtvis spela som det låter på gamla stenkakor; målsättningen är i stället att göra ett försök att - med konstnärlig frihet - återskapa hur det kunde låta när 30-talets hotjazzband spelade på någon lönnkrog någonstans, mitt i natten, efter ett lagom intag smuggelspritdrinkar. Ös, intensitet och "känsla för feeling" premieras före triviala ting som musikalisk ackuratess. En, inom orkestern ibland diskuterad, bieffekt av denna nya inriktning är att antalet "klassiska" studentorkesterarrangemang (musikaliskt komiska varianter av klassisk musik eller schlager) mer eller mindre försvunnit.
SMusKs balett Skaletten bildades år 1966. Kunskapen om de första decennierna är tyvärr vaga vad gäller stil och kvaliteter. Vissa rykten tyder dock på att Skaletten under det tidiga 70-talet mer var att betrakta som en sorts damklubb, där man hade så kallade rödvinsrep, och slängde ihop några danssteg inför konserterna. Med tiden ändrades detta relativt drastiskt - idag har Skaletten rykte om sig att vara en jämförelsevis ambitiös balett, med underhållande, tämligen avancerade danser och inte minst praktfulla kläder, som medlemmarna själva syr.
Medlemmarna benämns skalärer.

## Kännetecken

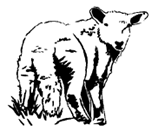
SMusKs maskot

SMusKs färger är rött och grönt, och dess maskot är fettsvansfåret.

## Orkesterklädsel
Den officiella munderingen för medlemmar i orkestern är grön, kavajliknande rock med röda slag och manschetter och namnet "SMusK" skrivet i frakturstil med röda bokstäver på ryggen. Till detta bärs röda byxor och en personlig mössa av udda slag. Baletten Skalettens uniform kan sägas vara en invers på orkesteruniformen: röd rock med ett dansande får på ryggen, samt gröna byxor.